# Западная Африка

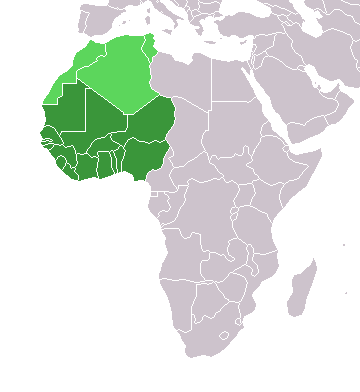
Страны, относящиеся к Западной Африке

Западная Африка — часть африканского континента, расположенная к юго-западу от центральной Сахары и омывающаяся с запада и юга Атлантическим океаном.
Естественной границей на востоке являются Камерунские горы.

## География
Западная Африка охватывает регионы Сахель и Судан, а также тропические леса гвинейского региона. Климат из-за ветров-пассатов переменно-влажный с различно выраженными сезонами засух и дождей. В регионе Сахель значительно меньше растительности, в регионе Судан доминируют саванны, у побережья существуют полоски тропического леса.

## История
До прибытия европейцев в Западной Африке существовали значимые государства, такие как Гана, Мали и Сонгай. 
В XV веке на Гвинейском побережье начали основывать свои колонии португальцы, позже — французы и англичане, занимаясь торговлей рабами, в частности с Америкой.
Гвинейский регион долгое время считался «могилой белого человека». Тропические заболевания, такие как малярия, жёлтая лихорадка или сонная болезнь убивали в XVIII веке в первый же год от 25 до 75 процентов новоприбывших европейцев. В последующие годы умирало ещё около десяти процентов. Болезни распространялись огромным количеством комаров и мух цеце, кроме этого, сказывались плохие гигиенические условия в сезоны дождей. В XX веке колониальные границы в Западной Африке укрепились, однако в 1960-х гг. начались войны за независимость.

## Политика
Западная Африка разделена противоречиями между франкоязычными и англоязычными странами, состоящими не только в языковом барьере, но и в разных менталитетах и мировоззрениях. Связи бывших колоний с бывшими метрополиями нередко более тесные, чем с соседними государствами. Западноафриканское сообщество (ECOWAS) служит интеграции в регионе и старается создать мир в разных горячих точках: Сьерра-Леоне, Либерия, Кот-д’Ивуар.

## Государства, включаемые в Западную Африку
| Государство                                         | Метод группировки  | Метод группировки                           | Метод группировки                            | Метод группировки  | Столица    |
| Государство                                         | По версии ООН      | По версии ЦРУ                               | По версии СГНЗС                              | По версии ОКСМ     | Столица    |
| --------------------------------------------------- | ------------------ | ------------------------------------------- | -------------------------------------------- | ------------------ | ---------- |
| Бенин                                               |                    |                                             |                                              |                    | Порто-Ново |
| Буркина-Фасо                                        |                    |                                             |                                              |                    | Уагадугу   |
| Гамбия                                              |                    |                                             |                                              |                    | Банжул     |
| Гана                                                |                    |                                             |                                              |                    | Аккра      |
| Гвинея                                              |                    |                                             |                                              |                    | Конакри    |
| Гвинея-Бисау                                        |                    |                                             |                                              |                    | Бисау      |
| Кабо-Верде                                          |                    |                                             | Островное государство в Атлантическом океане |                    | Прая       |
| Камерун                                             | Центральная Африка | Центральная Африка                          |                                              | Центральная Африка | Яунде      |
| Кот-д’Ивуар                                         |                    |                                             |                                              |                    | Ямусукро   |
| Либерия                                             |                    |                                             |                                              |                    | Монровия   |
| Мавритания                                          |                    |                                             | Северо-Западная Африка                       |                    | Нуакшот    |
| Мали                                                |                    |                                             |                                              |                    | Бамако     |
| Нигер                                               |                    |                                             |                                              |                    | Ниамей     |
| Нигерия                                             |                    |                                             |                                              |                    | Абуджа     |
| Острова Святой Елены, Вознесения и Тристан-да-Кунья |                    | (англ. Islands in the South Atlantic Ocean) | Островная территория в Атлантическом океане  |                    | Джеймстаун |
| Сенегал                                             |                    |                                             |                                              |                    | Дакар      |
| Сьерра-Леоне                                        |                    |                                             |                                              |                    | Фритаун    |
| Того                                                |                    |                                             |                                              |                    | Ломе       |

исторические
Салум  (1494—1879, сохраняла автономию до 1969 г.)

## Экономика
Государства Сахеля относятся к беднейшим странам мира, Нигерия, несмотря на богатые запасы нефти, также сильно отстаёт в развитии. На побережье в сельском хозяйстве выращивают монокультуры, предназначенные для экспорта. Большая часть западноафриканцев занимается самоснабжением.

## Инфраструктура
Дорожная инфраструктура развита слабо, железные дороги существуют только от внутренних регионов к побережью и являются наследием колониальной экономической политики. 

Значимыми портами являются Дакар, Конакри, Абиджан, Аккра, Ломе и Лагос.

## Культура
Западная Африка является родиной больше половины африканских языков. Большинство из них относятся к конго-кордофанской и афро-азиатской языковой группе. Большое значение для традиционной культуры народностей, проживающих в саваннах и тропических лесах, имеет устный фольклор и передача знаний, а также использование масок и танцы в церемониальных целях.